# Erik Moltke
Erik Moltke (4. April 1901 in Laurbjerg (bei Randers) – 19. Oktober 1984 in Frederiksberg) war ein dänischer Mediävist, Runologe und Historiker.

## Leben
Moltke entstammte einer bürgerlichen Familie; der Vater Carl Frederik Moltke (1872–1944) war Bahnbeamter, die Mutter war Frederikke Marie Johnsen (1868–1950). Moltke war bis 1948 mit Inger Ermerud Lindberg, Tochter des Nationalbankdirektors Jakob K. Lindberg, verheiratet. Nach der Scheidung ehelichte er die Architekturhistorikerin Elna Møller (1913–1994).
Von 1919 an studierte er in Ålborg Dänisch, Englisch und Latein und schloss die Fächer mit dem Magister ab. In den 1920er Jahren konkretisierte sich Moltkes späteres Forschungsfeld der Runologie, initiiert durch Vorträge Finnur Jónssons zu allgemeinen Fragen und Problemen der seinerzeitigen wissenschaftlichen Runenforschung. In der Folge vertiefte Moltke seine Kenntnisse und spezialisierte sich, was zur Erkenntnissen und dem wissenschaftlichen Erfordernis führte, eine Neuedition der dänischen Runeninschriften unter Einbeziehung moderner Mittel herauszugeben. Mit der Unterstützung von Lis Jacobsen (1882–1961) wurden der Korpus der Inschriften und Neufunde ab 1927 gesichtet, vor Ort untersucht und mit Hilfe von Standlichtfotografien neu gelesen und interpretiert. Die Ergebnisse führten zur Herausgabe der „Dänischen Runeninschriften“ in zwei Bänden von 1941 bis 1942. Das Werk ist runologische Standardliteratur, dessen Katalogisierung mit der Kennung DR + laufende Nummer bis heute Gültigkeit hat.
Nach dem Krieg wurde Moltke Betreuer der runenepigraphischen Abteilung und Ausstellung des Dänischen Nationalmuseums in Kopenhagen, die er in der Folge zur wichtigsten, international anerkannten dänischen Forschungsstelle für die Runologie ausbaute. 1959 erfolgte die Promotion mit dem zweiten Band einer Arbeit über die Zeichnungen von Runensteinen von Jon Skonvig (für Ole Worm) und der historischen Erforschung der dänischen Runenzeugnisse. Im Jahr 1970 übernahm Moltke die Leitung der Abteilung-, Ausstellung- und Forschungsstelle am Nationalmuseum.
Für die Datierung und Herkunft der Runenschrift entwickelte Moltke ab Anfang der 1950er Jahre ausgehend von der schwierigen Frage, für die Forschung nach den „Quellen“ der einzelnen Runen erfolgreich zu suchen, die These einer unabhängigen Entlehnung des Futharks aus vergleichbaren (europäischen) Alphabeten. Auf modifizierter Basis der in der skandinavischen Forschung bevorzugten Latein-Theorie Ludvig Wimmers hat die Runenschrift sich nach Moltke erst spät ab 100 n. Chr. in Dänemark (Südjütland, Fünen, Seeland bei den Angeln und Herulern) als selbstständige Alphabetschöpfung entwickelt. Durch Handelskontakte aus der römisch-germanischen Rheinzone in den Norden der Germania sollten sich die Einflüsse durch Entlehnung bei einigen – nicht bei allen – Runen aus dem lateinischen Alphabet ergeben haben (vor allem bei den Runen für f, r, b und m). Als Schnittstelle sollte der lateinische Sprach- und Schrifterwerb von germanischen Handelspartnern Impulsgeber gewesen sein. Moltke und ihm folgende Forscher verteidigten diese These gegenüber anderen. Durch den Fund der Runenfibel von Meldorf und deren Datierung ins 1. Jahrhundert (Klaus Düwel) und der vorsichtigen Deutung als „Protorunen“ ist die Entschiedenheit Moltkes in der Folge kritisiert worden und in Teilen der Forschung in der Form als nicht mehr haltbar bewertet worden (Elmer H. Antonsen; anders Henrik Williams und zurückhaltender Düwel).

## Werke in Auswahl
Monographien
- Danmarks Runeindskrifter I–II, 1941–42 mit Lis Jacobson.
- Jon Skonvig og de andre runetegnere. Et bidrag til runologiens historie i Danmark og Norge I-II, 1956–58.
- Bernt Notkes altertavle i Århus Domkirke og tallinntavlen: mit Regesten und Bildtexten auf deutsch (Vol. 1-2). 1970.
- Runerne i Danmark og deres oprindelse, 1976 (2. Auflage in englischer Übertragung durch Peter Foote 1985 als Runes and their Origin. Denmark and Elsewhere)

Zahlreiche Aufsätze und Beiträge in Periodika, Festschriften, Reihen.